# Арадо Ar 196
Арадо Ar 196 био је палубни извиђачки авион израђен од стране Арадо развојног тима 1937. године. Конструисан од стране инжењера Валтера Блумеа 1936. године постао је стандардни извиђачки авион немачке ратне морнарице током Другог светског рата.

## Развој
Немачкој ратној морнарици био је потребан палубни извиђачки авион који би се стандардизовао и масовно производио још од 1933. У то време први претендент за ту улогу био је Хајнкелов He 60 двокрилни извиђачки авион. Како је производна трака већ постојала овај авион постао је стандард и производња је започета у року од неколико месеци.
Међутим тај дизајн је већ 1935. године показивао велике слабости те је дизајн ојачан новим Daimler-Benz DB 600 мотором. Како овог мотора није било у довољном броју он је замењен BMW 132 радијалним мотором. Тако је настао Хајнкел He 114. Овај авион је са својим карактеристикама био нешто бољи од претходног He 60 а перформансе на води су биле веома слабе и лоше. Неколико авиона је послужило као основа за побољшања али цела конструкција је и даље била незадовољавајућа. Немачка ратна морнарица је затражила нови дизајн октобра 1936.
На конкурсу су се појавили велики произвођачи авиона у Немачкој али је један дизајн одскакао од својих супарника. Арадо Ar 196 за разлику од осталих није био двокрилац. Имао је одличне перформансе и добро се понашао на воденим површинама. Између два модела прототипа која су послата на тестирање (означених са V1 и V2 за A модел и V3 и V4 за B модел) у лето 1937. године није било великих разлика. Одабрана је А верзија и ушла је исте године у производњу.

## Оперативна употреба
Након губитка капиталних бродова у чијем се наоружању налазио овај авион, Arado Аr-196 се додељује обалским ескадрилама где извршавају задатке извиђања и лова на подморнице све до 1944. године. Две значајне операције у којима су учествовали ови авиони јесте заробљавање британске подморнице HMS Seal и пресретање британских бомбардера типа Armstrong-Whitworth Whitley.
Како је имао добра маритимна својства, у Финској је служио за снабдевање сопствених јединица иза линија непријатеља, слећући на мала језера. Могао је да понесе неколико војника са пуном ратном опремом.
У свом наоружању су га имали Бугарска, Финска, Немачка, Норвешка и Румунија. Рат су преживела 3 примерка и налазе се у поставкама музеја, један у Бугарској и два у САД. У норвешком музеју се налази труп који је подигнут са дна мора, на месту потапања немачке крстарице Blucher.